# يرنب
اليَرْنَب (ج. يرانب) أو القُوَاع النّطّاط هو جنس من القوارض دائم القفز، يحتوي الجنس على نوعين، الأول يعيش في شرق إفريقية والآخر في جنوبها. وتعيش هذه اليرانب في جحور طويلة بمدخل واحد، أو مداخل كثيرة وهي نشيطة لا سيما خلال الليل. وغالبًا ما تثب اليرانب إلى الأمام مثل الكنغر مستخدمة أطرافها الخلفية وربما تستطيع أن تقفز لثلاثة أمتار في القفزة الواحدة. وللأرانب الإفريقية القافزة آذان طويلة وذيول كَثة طويلة. كما أن الجزء الأعلى من جسم الحيوان لونه أسمر ضارب إلى الصفرة بينما الأجزاء السفلية ضاربة إلى البياض. وتمتد رقعة من الفرو الأبيض على الجزء الداخلي والخارجي من كل فخذ وإلى أعلى فوق الظهر، وتوجد خصلة شعر سوداء في نهاية الذيل. يبلغ طول اليرانب البالغة من 35 إلى 43 سم، بخلاف الذيل الذي يبلغ طوله مابين 37 إلى 47 سم. ويصل وزن الأرنب الواحد إلى 4 كجم. وتتغذى اليرانب أساسا بالدرنات وجذور النباتات، وتعيش اليرانب المكتملة النمو عادة بمفردها ولكن قد يعيش زوج منها مع صغاره في جحر واحد أو أكثر. ويمكن للأنثى أن تلد أكثر من مرة في السنة، ويولد عادة صغير واحد فقط في كل مرة.